# Норрис-Джонс, Ллойд
Ллойд Норрис-Джонс (англ. Lloyd Norris-Jones, 4 февраля 1986, Кейптаун, ЮАР) — южноафриканский хоккеист (хоккей на траве), нападающий.

## Биография
Ллойд Норрис-Джонс родился 4 февраля 1986 года в южноафриканском городе Кейптаун.
Окончил университет Южной Африки в Претории, где изучал коммуникации и маркетинг.
Играл в хоккей на траве за Западно-Капскую провинцию, индийский «Дели Вейврайдерс» и немецкий «Уленхорстер» из Гамбурга.
В 2012 году вошёл в состав сборной ЮАР по хоккею на траве на летних Олимпийских играх в Лондоне, занявшей 11-е место. Играл на позиции нападающего, провёл 6 матчей, забил 3 мяча (по одному в ворота сборных Испании, Аргентины и Индии).
В течение карьеры провёл за сборную ЮАР 141 матч.
Живёт в Гамбурге.